# Kusala salicis
Kusala salicis är en insektsart som först beskrevs av M. Firoz Ahmed 1970.  Kusala salicis ingår i släktet Kusala och familjen dvärgstritar. Inga underarter finns listade i Catalogue of Life.